# Max Hilaire
Pour les articles homonymes, voir Hilaire.
Pour l’article ayant un titre homophone, voir Os maxillaire.
Max Hilaire, né le 6 décembre 1985 à Paris, est un footballeur international haïtien. Il évolue au poste de milieu défensif au Stade Poitevin FC.

## Biographie

### Carrière en club
Max Hilaire commence le football sous les couleurs des équipes de jeunes du Blanc-Mesnil SF, CSL Aulnay-sous-Bois, Antillais d'Aulnay, AS Chelles et Noisy-le-Grand FC.
En 2009, il signe à l'Aviron bayonnais en National. Malheureusement, lors de sa troisième saison à Bayonne le club est relégué en CFA. Il quitte le club à la fin de la saison.
En 2012, il s'engage en faveur du Pau FC en CFA, il ne reste qu'une saison. La saison suivante, il rejoint le Tarbes PF toujours en CFA.
En 2014, il signe avec le Consolat Marseille pour la saison 2014-2015 en National. 

### Carrière internationale
Max Hilaire est convoqué pour la première fois par le sélectionneur national Edson Tavares lors d'un match amical contre le Salvador le 9 février 2011 (défaite 1-0). 
Il compte seize sélections pour aucun but inscrit avec l'équipe d'Haïti depuis 2011.